# Передолімпійський турнір КОНМЕБОЛ
Передолімпійський турнір КОНМЕБОЛ (порт. Torneio Pré-Olímpico Sul-Americano Sub-23, ісп. Torneo Preolímpico Sudamericano Sub-23) — футбольний турнір в Південній Америці, що проводяться кожні чотири роки в цілях кваліфікації футбольних збірних конфедерації на олімпійські ігри. У першому розіграші, що пройшов 1960 року, також на турнірі виступали збірні команди з Північної і Центральної Америки. До 1984 року в турнірі могли брати участь тільки молоді або непрофесіональні футболісти. У 1987 році турнір був відкритий для кожного футболіста, який не грав у матчах відбіркового або фінального турніру чемпіонату світу. З 1992 року в турнірі змогли взяти участь футболісти віком до 23 років без яких-небудь інших обмежень.
Останній розіграш відбувся в 2004 році, а з 2007 року найкращі команди молодіжного чемпіонату Південної Америки кваліфікувались на олімпійські ігри.
Втім у 2020 році турнір було відновлено.

## Історія
До 1960 року південноамериканські національні команди проходили кваліфікацію на Олімпійські ігри через Панамериканські ігри. Окремий турнір було створено у 1960 році як відбір до футбольного турніру Олімпійських ігор зони Америки. У змаганні взяли участь південноамериканські збірні Аргентини, Бразилії, Чилі, Колумбії, Перу та Уругваю, до яких додались збірні Північної і Центральної Америки — США, Мексика, Суринам та Антильські острови. У першому раунді 5 пар в двоматчевих протистояннях визначали 5 переможців, які у фінальному турнірі за круговою системою визначали 3 найкращі команди, які отримали право поїхати на Олімпійські ігри. Перший турнір виграла збірна Аргентини.
У наступному, 1964 році, турнір був організований лише для збірних зони КОНКАКАФ. 1968 року в чемпіонаті брали участь 8 команд, які спочатку були розділені на дві групи, а потім четвірка найкращих команд боролася за місця на подіумі. З 1971 році до участі долучались всі 10 збірних КОНКАКАФ. Цей формат існував аж до 2004 року, коли відбувся останній розігращ турніру.
З 2007 по 2016 рік турнір не проводився і найкращі команди молодіжного чемпіонату Південної Америки кваліфікувались на Олімпійські ігри.. Лише 2020 року турнір знову було відновлено після тривалої паузи..

## Фінали
Збірні, виділені жирним, кваліфікувались на футбольний турнір Олімпійських ігор.
| Рік         | Господар  |               | Місця         | Місця           | Місця      | Місця |
| Рік         | Господар  | Золота медаль | Срібна медаль | Бронзова медаль | 4-те місце |       |
| ----------- | --------- | ------------- | ------------- | --------------- | ---------- | ----- |
| 1960 Деталі | Перу      | Аргентина     | Перу          | Бразилія        | Мексика    |       |
| 1964 Деталі | Перу      | Аргентина     | Бразилія      | Перу            | Колумбія   |       |
| 1968 Деталі | Колумбія  | Бразилія      | Колумбія      | Уругвай         | Парагвай   |       |
| 1971 Деталі | Колумбія  | Бразилія      | Колумбія      | Аргентина       | Перу       |       |
| 1976 Деталі | Бразилія  | Бразилія      | Уругвай       | Аргентина       | Колумбія   |       |
| 1980 Деталі | Колумбія  | Аргентина     | Колумбія      | Перу            | Венесуела  |       |
| 1984 Деталі | Еквадор   | Бразилія      | Чилі          | Парагвай        | Еквадор    |       |
| 1987 Деталі | Болівія   | Бразилія      | Аргентина     | Болівія         | Колумбія   |       |
| 1992 Деталі | Парагвай  | Парагвай      | Колумбія      | Уругвай         | Еквадор    |       |
| 1996 Деталі | Аргентина | Бразилія      | Аргентина     | Уругвай         | Венесуела  |       |
| 2000 Деталі | Бразилія  | Бразилія      | Чилі          | Аргентина       | Уругвай    |       |
| 2004 Деталі | Чилі      | Аргентина     | Парагвай      | Бразилія        | Чилі       |       |
| 2020 Деталі | Колумбія  | Аргентина     | Бразилія      | Уругвай         | Колумбія   |       |
| 2024 Деталі | Венесуела | Парагвай      | Аргентина     | Бразилія        | Венесуела  |       |

### За збірною
| Рік       | Золотих медалей                                | Срібних медалей               |
| --------- | ---------------------------------------------- | ----------------------------- |
| Бразилія  | 7 (1968, 1971, 19761, 1984, 1987, 1996, 20001) | 2 (1964, 2020)                |
| Аргентина | 5 (1960, 1964, 1980, 2004, 2020)               | 3 (1987, 19961, 2024)         |
| Парагвай  | 2 (19921, 2024)                                | 1 (2004)                      |
| Колумбія  |                                                | 4 (19681, 19711, 19801, 1992) |
| Чилі      |                                                | 2 (1984, 2000)                |
| Уругвай   |                                                | 1 (1976)                      |
| Перу      |                                                | 1 (19601)                     |

1 = господар